# Lejeuneaceae
Lejeuneaceae, biljna porodica jetrenjarki (Marchantiophyta) iz reda  Porellales. Sastoji se od  1 894 vrste unutar 73 roda, a ime je dobila po rodu Lejeunea.

## Rodovi i potporodice
1. Allorgella Tixier
2. Dibrachiella (Spruce) X.Q. Shi, R.L. Zhu & Gradst.
3. Gradsteinianthus R.L. Zhu & Jian Wang bis
4. Reinerantha Gradst. & R.L. Zhu
5. Sinolejeunea X.J. Yang & X.W. Wu
6. Symbiezidium Trevis.
7. Thiersianthus R.L. Zhu & L. Shu
8. Xylolejeunea Xiao L. He & Grolle
9. Lejeuneoideae C. Massal.; 47 rodova sa 1 759 vrsta
10. Ptychanthoideae Mizut.; 18 rodova sa 195 vrsta